# Emoia callisticta
Emoia callisticta là một loài thằn lằn trong họ Scincidae. Loài này được Peters & Doria mô tả khoa học đầu tiên năm 1878.